# José Ángel Bohollo Junco
José Ángel Bohollo Junco (Còrdova, 26 de març de 1962) és un director de cinema andalús. Estudia Geografia i Història en la Universitat de Còrdova i Cinematografia en l'antic CEI de Madrid. Membre de la Acadèmia de les Arts i les Ciències Cinematogràfiques d'Espanya des de 1994, és també productor, guionista i músic.
Comença la seva trajectòria professional en 1989 amb el seu curtmetratge en 35 m/m Ella, él y Benjamín, que va obtenir un gran èxit al Festival Internacional de Cinema de Sant Sebastià. Arran del seu pas per aquest festival, el seu curt es distribueix a Espanya fent de teloner de Woody Allen acompanyant a la seva pel·lícula September. Aquest curt és l'última aparició en cinema d'Inma de Santis, a qui van acompanyar Francisco Vidal, José Lifante i Luis Ciges.
A l'any següent, amb Emma Penella com a protagonista, acompanyada per Francisco Vida i José Lifante novament al repartiment, dirigeix “Anabel”,un irònic melodrama llatinoamericà amb tints de cinema negre. De gran èxit i acolliment al país andí, amb aquesta pel·lícula es dona la paradoxa que, sent nominada a la Millor Direcció Novella en els Premis Goya i obtenint el Colón d'Or del Públic en el Festival de Cinema Iberoamericà de Huelva, no aconsegueix la distribució adequada a Espanya, passant a formar part de la història del cinema espanyol inèdit. En aquesta aventura transandina, acompanyen al director els actors Santiago Ramos i Ángel de Andrés, que protagonitzen la pel·lícula al costat de l'actriu xilena Marcela Osorio.
El seu segon llargmetratge arriba en 1998 amb “Mátame mucho”, una comèdia negra protagonitzada per Rosa Maria Sardà, Santiago Ramos, Nancho Novo i Ana Álvarez, acompanyats per José Sazatornil, Chus Lampreave, Jesús Bonilla, Nathalie Seseña, Pablo Carbonell, Juan y Medio, Javivi i Luis Cuenca. Distribuïda a Espanya per Columbia TriStar, obté una vegada més el Colón d'Or del Públic en el Festival de Cinema Iberoamericà de Huelva, així com la Garsa d'Or al Millor Guió del Festival de Cinema Hispà de Miami i el Premi de l'Asociación de Escritores Cinematográficos de Andalucía (Asecan) al Millor Director Andalús.
Recentment ha participat com a Productor Associat en els llargmetratges documentals per a RTVE “Y no llevaste luto por mí (El Cordobés)”, sobre la figura del mític torero, i "Spanish Western Arxivat 2015-04-02 a Wayback Machine.", ambdues dirigides per Alberto Esteban.
El seu últim treball com a director és el documental "Morente, Universo Íntimo Arxivat 2015-04-02 a Wayback Machine.", produït per Paco Lobatón per Canal Sur.

## Filmografia
- 2015 Morente, universo íntimo
- 1998 Mátame mucho
- 1993 Ciénaga
- 1990 Anabel (migmetratge)
- 1988 Ella, él y Benjamín (curt)
- 1985 Nadie (curt)